# 布蘭德縣 (維吉尼亞州)
布蘭德县（英語：Bland County）是美國維吉尼亞州西部的一個縣，北鄰西維吉尼亞州。面積929平方公里。根據美國2000年人口普查，共有人口6,871人。縣治布蘭德（Bland）。
成立於1861年3月30日。縣名紀念大陸會議代表、州眾議員理查·布蘭德。